# Maßholderbach (Ohrn)
Der Maßholderbach ist ein fast fünf Kilometer langer Bach insgesamt etwa südwestlicher Laufrichtung im Stadtgebiet von Öhringen im Hohenlohekreis im nördlichen Baden-Württemberg. Mit seinem gegenüber dem linken längeren rechten Oberlauf Langwiesenbächle kommt er sogar fast auf sechs Kilometer Länge. Er mündet wenig unterhalb des geschlossenen städtischen Siedlungsgebietes von Öhringen von rechts in die untere Ohrn.

## Name
Der Name erscheint 1037 als Mazzalterbach erstmals urkundlich als Ortsname für Ober- oder Untermassholderbach. Im Mittelhochdeutschen bezeichnete mazzalter den Bergahorn oder Feldahorn.
Der Bach wird zumindest im Stadtteil Büttelbronn von Öhringen Masselbach oder vielleicht auch Maßelbach genannt.

## Geographie

### Verlauf
Der Maßholderbach beginnt nach den amtlichen topographischen Karten seinen Lauf auf etwa 295 m ü. NHN und ca. 0,4 km südlich des Wohnplatzes Schönau von Zweiflingen eben schon auf Öhringer Gemarkung an einer Waldspitze am Gewann Strüt. In der sich bergwärts weiter fortsetzenden Talmulde, deren Tiefenlinie dem Waldrand folgt, liegt jedoch etwa 0,4 km weiter aufwärts und auf etwa 305 m ü. NHN am Ostrand von Schönau ein nur knapp 0,1 ha großer Teich auf der Bergseite eines Wirtschaftsweges vom Ort in den Wald. An der Talseite des Weges steht die lokale Kläranlage. Je nachdem, ob deren Abwässer hier zunächst verdolt oder offen abfließen, wäre etwa hier der wirkliche Ursprung des anfangs wie unbeständig auch immer fließenden Baches zu sehen.
Der Maßholderbach fließt anfangs südsüdwestlich, ab der Waldspitze 1,1 km lang erst zwischen Feldern, dann teils von einem Grünstreifen begleitet, bis in den Öhringer Weiler Obermaßholderbach, wo er seinen längeren und einzugsgebietsreicheren rechten Oberlauf Langenwiesbächle aufnimmt. Dieser entsteht westlich des Wohnplatzes Schönau und des damit zusammenhängenden Dorfes Friedrichsruhe von Zweiflingen auf dem dortigen Golfplatz einem Teich. In diesem Terrain läuft er zunächst südwestlich, durchquert einen weiteren Teich, nimmt die Abflüsse weiterer naher Teiche auf und wendet sich dann nach links auf Südlauf zwischen Feldern, um nach einem weiteren Richtungsschwenk nach links sich schließlich 2,0 km nach seinem Ursprung in Obermaßholderbach mit dem namentlichen Oberlauf zu vereinen.
Der Maßholderbach fließt auf seinem Mittellauf nach Obermaßholderbach nun lange südwärts in einer schmalen Aue. Anders als bei den beiden am Ufer fast kahlen Oberlauf-Gräben begleitet ihn ab hier eine Galerie aus Bäumen und Büschen. Wenig nach dem Weiler mündet der über einen Kilometer lange Bach aus den Hungerwiesen, erster und einzugsgebietsreichster von vier sämtlich aus dem Osten kommenden Zuflüssen. Am rechten Hangfuß begleitet ihn hier schon die in Obermaßholderbach beginnende Kreisstraße K 2332 in Richtung Öhringen. Zwischen dem Zufluss aus den Hungerwiesen und dem nächsten, Gießgraben genannten Nebenbach weitet sich die Galerie sogar zu einem kleinen Wäldchen anfangs vor allem an der nahen linken Böschung, später in der linken Aue. Der etwa anderthalb Kilometer lange Gießgraben wie auch die beiden noch folgenden, unter einen Kilometer langen Zuflüsse sind lange von Feldwegen begleitete Gräben in natürlicher Mulde. Der eine mündet in Untermaßholderbach, nach welchem der naturnahe Abschnitt des Maßholderbachs beginnt, auf dem er in sich leicht schlängelndem Lauf in seinem halb- bis dreimeterbreitem Bett zunächst weiter südwärts läuft und dabei bald den noch fehlenden seiner vier Zuflüsse aufnimmt.
Weniger als einen halben Kilometer abwärts von Untermaßholderbach überspannt den Bach die Maßholderbachtalbrücke der A 6. Dort knicken Tal und Bach in westsüdwestlicher Richtung ab. Es begleiten ihn nun auf seinen letzten nicht ganz zwei Kilometern auf dem linken Hügelkamm die nördlichsten Häuserzeilen des geschlossenen Siedlungsgebietes der Stadt Öhringen, während rechts am Unterhang die Autobahn parallel läuft. Auf dem sonst siedlungsfreien Talgrund grenzen nur ein Schrebergärtengelände und eine Schule ans Ufer. Schließlich, nach 4,9 km ab seinem Ursprung an der Waldspitze und ca. 78 Höhenmeter tiefer, mündet er auf etwa 217 m ü. NHN wenig abwärts der Weidenmühle gleich nach Öhringen und nur wenige Schritt vor der Ohrntalbrücke der Autobahn über diesen Fluss von rechts in die untere Ohrn; weniger als hundert Meter flussabwärts mündet in diese ihr letzter größerer Zufluss Westernbach.
Das mittlere Sohlgefälle des Maßlensbachs liegt bei etwa 16 ‰.

### Einzugsgebiet
Der Maßholderbach entwässert ein 8,6 km² großes Gebiet nördlich der Stadt Öhringen, das naturräumlich gesehen zum Unterraum Öhringer Ebene der Hohenloher und Haller Ebene gerechnet wird. Seine mit bis zu 334,9 m ü. NHN größten Höhen erreicht es am Nordrand an der Straße zwischen den Dörfern Friedrichsruhe und Pfahlbach der Gemeinde Zweiflingen.
Reihum konkurrieren die folgenden Nachbarbäche:
- Im Norden läuft der Pfahlbach westwärts zum Kocher wenig vor der Ohrn-Mündung.
- Im Nordosten läuft wenig jenseits der Wasserscheide der  Hirschbach zur Sall, einem Kocherzufluss weiter oben.
- Hinter der Ostgrenze entwässert der Weinsbach das angrenzende Gebiet zum Epbach, dem nächsten größeren Ohrn-Zufluss oberhalb des Maßholderbachs.
- Im Südosten konkurriert diese Epbach selbst.
- Im Süden fließt recht nahe die Ohrn westwärts, mit nur allein dem kleinen rechten Zufluss Ströllerbach.
- Im Westen entwässert der weniger als 100 Meter nach dem Maßholderbach ebenfalls von rechts mündende Westernbach gleichfalls zur Ohrn.

Im größten Teil des Einzugsgebietes steht geologisch gesehen der Lettenkeuper (Erfurt-Formation) des Unterkeupers an, in welchem der auch Bach entspringt. Auf Kammlagen der begleitenden Hügel, rechts schon recht früh, links erst ab dem Talknick nach Untermaßholderbach, liegt darüber noch in Inseln der Gipskeuper (Grabfeld-Formation) des Mittelkeupers. Vor allem am Ostrand und im südlichen Einzugsgebiet sind diese tertiären Schichten auf der Höhe noch weithin überdeckt von Lösssediment aus quartärer Ablagerung. Der Bach mündet in der breiten, von ebenfalls quartärem Hochwassersediment bedeckten Ohrntalaue. Ab Obermaßholderbach gibt es im Tal und auf den Randhügeln einige eher kurze Störungslinien etwa herzynischer Richtung.
Das Einzugsgebiet ist eine kleinhügelige, weit überwiegend offene Landschaft mit weniger als 0,5 km² Wald, der fast zur Gänze am Nordostrand steht. Einen 0,7 km² großen Golfplatz ganz im Norden bei Friedrichsruhe ausgenommen, wird es sonst fast überall ackerbaulich genutzt. Die Besiedlung ist gering und umfasst Friedrichsruh mit dem baulich zusammenhängenden Wohnplatz Schönau am Nordnordostrand, die beide zur Gemeinde Zweiflingen gehören; die Weiler Ober- und Untermaßholderbach am Ober- und Mittellauf sowie die Wohnplätze Buschfeld, Platzfeld und Weidenhof östlich der Talmulde, alle in der Büttelbronner Stadtteilgemarkung von Öhringen; den Platzhof in der Eckartsweiler Teilgemarkung; außerdem einen schmalen Streifen am Nordrand der zentralen Öhringer Stadtbebauung im Süden.
Südwestlich von Obermaßholderbach betritt die aus dem Nordnordosten kommende Trasse des Obergermanisch-Raetischen Limes am Gewann Pfahläcker das Einzugsgebiet und quert das Bachtal etwa an der Maßholderbachtalbrücke der Bundesautobahn 6 abwärts von Untermaßholderbach, um das Einzugsgebiet dann durch das zentrale Öhringer Siedlungsgebiet südsüdostwärts zu verlassen.

### Zuflüsse und Seen
Hierarchische Liste der Zuflüsse und  Seen von der Quelle zur Mündung. Gewässerlänge, Seefläche, Einzugsgebiet und Höhe nach den entsprechenden Layern auf der Onlinekarte der LUBW. Andere Quellen für die Angaben sind vermerkt.
Ursprung des Maßholderbach auf etwa 295 m ü. NHN ca. 0,4 km südlich des Ortsrandes von Zweiflingen-Schönau an einer südwestlichen Waldspitze am Strüt. Der Bach fließt zunächst in einem Graben südwestlich.
- Ca. 0,4 km weiter nordöstlich-aufwärts liegt in der Bachmulde am Waldrand auf etwa 305 m ü. NHN hinter einem Feldweg ein Teich nahe bei Schönau, knapp 0,1 ha.[LUBW 7] Auf der abwärtigen Wegseite liegt die lokale Kläranlage.
- Langwiesenbächle, von rechts und Norden auf etwa 257 m ü. NHN in Öhringen-Obermaßholderbach, 2,0 km und ca. 1,5 km².
Der Maßholderbach selbst ist bis zu diesem Zufluss 1,1 km lang und hat ein Teileinzugsgebiet von ca. 1,2 km².
  -  Entfließt auf 314,2 m ü. NHN[LUBW 2] einem Teich auf dem Golfplatz bei Zweiflingen-Friedrichsruhe, 0,3 ha.
  -  Durchfließt auf über 305 m ü. NHN einen weiteren Teich, 0,9 ha.
  -  Einige kleinere Teiche von allenfalls etwas über 0,1 ha auf dem Golfplatz entwässern ebenfalls zum Langwiesenbächle.
- (Bach aus den Hungerwiesen), von links und Osten auf etwa 252 m ü. NHN etwa 200 Meter unterhalb von Obermaßholderbach, 1,2 km und ca. 1,7 km².
  -  Entfließt auf 284,9 m ü. NHN[LUBW 2] dem Platzhofweiher bei Öhringen-Platzhof, 0,8 ha.
  - (Bach aus den Seewiesen), von rechts und Nordosten auf etwa 280 m ü. NHN etwa 150 Meter unterhalb des Sees, ca. 0,6 km[LUBW 8] und ca. 0,3 km². Entsteht auf etwa 305 m ü. NHN an der L 1050 Friedrichsruhe–Öhringen Wohnplatzes Platzhof. Unbeständig.
  - (Graben aus der Ammerklinge), von rechts und Nordnordosten auf etwa 269 m ü. NHN weniger als einen Kilometer östlich von Maßholderbach, ca. 0,5 km[LUBW 8] und ca. 0,6 km². Entsteht auf etwa 286 m ü. NHN in einem kleinen Talwäldchen südwestlich des Öhringer Wohnplatzes Platzfeld. Unbeständig.
- Gießgraben, von links und Osten auf etwa 240,5 m ü. NHN[LUBW 2] vor Öhringen-Untermaßholderbach, 1,4 km[LUBW 8] und ca. 0,5 km². Entsteht auf etwa 285 m ü. NHN am Straßengraben neben der L 1050 Friedrichsruhe–Öhringen.
- (Graben aus dem Gehrn), von links und Osten auf etwa 238 m ü. NHN in Untermaßholderbach, 0,9 km und ca. 0,8 km². Entsteht auf etwa 263 m ü. NHN westlich des Öhringer Weidenhofs in einem Feldweggraben.
- (Bach aus den Schwarzäckern), von links und Osten auf etwa 237 m ü. NHN zwischen Untermaßholderbach und der Maßholderbachtalbrücke der A 6, 0,8 km und ca. 0,4 km². Entsteht auf etwa 267 m ü. NHN.

Mündung des Maßholderbachs von rechts und Nordosten auf etwa 217 m ü. NHN an der Weidenmühle kurz nach Öhringen in die untere Ohrn. Der Bach ist vom Ursprung am Waldzipfel 4,9 km, mit stattdessen dem längeren rechten Oberlauf Langwiesenbächle aus dem Golfplatz bei Friedrichsruhe sogar 5,8 km lang und hat ein Einzugsgebiet von 8,6 km².

## Schutzgebiet
Der etwas an der Nordgrenze des Einzugsgebietes hinausreichende Park des Jagdschloss Friedrichsruhe in Friedrichsruhe ist als nur knapp zehn Hektar großes Landschaftsschutzgebiet Schloßpark Friedrichsruhe ausgewiesen.

### LUBW
Amtliche Online-Gewässerkarte mit passendem Ausschnitt und den hier benutzten Layern: Lauf und Einzugsgebiet des Maßholderbachs

Allgemeiner Einstieg ohne Voreinstellungen und Layer: Daten- und Kartendienst der Landesanstalt für Umwelt Baden-Württemberg (LUBW) (Hinweise)
1. 1 2  Höhe nach dem Höhenlinienbild auf dem Hintergrundlayer Topographische Karte.
2. 1 2 3 4 5 6  Höhe nach schwarzer Beschriftung auf dem Hintergrundlayer Topographische Karte.
3. 1 2 3  Länge nach dem Layer Gewässernetz (AWGN).
4. 1 2  Einzugsgebiet nach dem Layer Basiseinzugsgebiet (AWGN).
5. ↑  Seefläche nach dem Layer Stehende Gewässer.
6. ↑  Einzugsgebiet abgemessen auf dem Hintergrundlayer Topographische Karte.
7. ↑  Seefläche nach dem Layer Biotop.
8. 1 2 3  Länge abgemessen auf dem Hintergrundlayer Topographische Karte.
9. ↑  Schutzgebiet nach dem einschlägigen Layer.

### Andere Belege
1. ↑  Albrecht Greule: Deutsches Gewässernamenbuch. Walter de Gruyter, Berlin / Boston 2014, ISBN 978-3-11-057891-1, S. 340, „Maßholderbach“ (Auszug in der Google-Buchsuche).
2. ↑  Der Name Masselbach wird erwähnt im Ortschaftsratsprotokoll Büttelbronn vom 15. Januar 2018 auf der Ortsteil-Website www.buettelbronn.de; das Kapitel zu Büttelbronn der Beschreibung des Oberamts Oehringen von 1865 schließt jedoch mit den Worten über die beiden Talweiler Ober- und Untermaßlensbach: „Beide Orte werden ‚Maßelbach‘ genannt.“ Möglicherweise enthält also das Ortschaftsratsprotokoll eine Fehlschreibung für ein eigentlich gemeintes Maßelbach (mit Langvokal in der ersten Silbe), das auch besser zum Lautstand passen würde, der sich im amtlichen Namen Maßholderbach ausdrückt.
3. ↑  Wolf-Dieter Sick: Geographische Landesaufnahme: Die naturräumlichen Einheiten auf Blatt 162 Rothenburg o. d. Tauber. Bundesanstalt für Landeskunde, Bad Godesberg 1962. → Online-Karte (PDF; 4,7 MB)
4. ↑  Geologie nach den Layern zu Geologische Karte 1:50.000 auf: Mapserver des Landesamtes für Geologie, Rohstoffe und Bergbau (LGRB) (Hinweise)
Die unter → Literatur aufgeführte geologischen Karte stimmt im allein von ihr abgedeckten südlichen Einzugsgebietsteil mit dem dort gegebenem Bild im Wesentlichen überein.